# دنیل سدین
دنیل سدین (انگلیسی: Daniel Sedin؛ زادهٔ ۲۶ سپتامبر ۱۹۸۰) بازیکن هاکی روی یخ اهل سوئد است.
از باشگاه‌هایی که در آن بازی کرده‌است می‌توان به ونکوور کناکز اشاره کرد.